# Enemærke & Petersen
Enemærke & Petersen A/S er en landsdækkende dansk entreprenør og byggevirksomhed med hovedkvarter i Ringsted. Virksomhedens fokus er primært den almene boligsektor, hvor de renoverer og bygger nyt. De har også betydelig erfaring med skoler og daginstitutioner. Enemærke & Petersen er et datterselskab til MT Højgaard. Selskabet blev etableret i 1986 og var indtil 2020 et datterselskab til MT Højgaard Danmark. I 2023 havde Enemærke & Petersen en årsomsætning på 2,969 mia. danske kroner, og der var over 800 ansatte.